# Rotocalco televisivo
Il rotocalco televisivo è un genere della televisione per certi versi assimilabile al cosiddetto infotainment. Ricalca, dal medium del giornalismo, l'omologo rotocalco della carta stampata.
Secondo l'Enciclopedia della televisione, è un "programma televisivo periodico di taglio giornalistico che si occupa d'attualità, proponendo servizi filmati realizzati con una particolare cura formale".

## Origine del termine
A introdurre il termine nel linguaggio giornalistico-televisivo fu, nel 1962, Enzo Biagi, che intendeva così presentare il 'suo' rotocalco (il primo della Rai e della televisione in generale, nel senso etimologico del termine) RT Rotocalco Televisivo.

## Evoluzione
Nel tempo, se la formula-base del rotocalco televisivo è rimasta la medesima, lo stile e la sua configurazione sono stati aggiornati secondo gli stili più moderni del linguaggio televisivo, fatto di servizi brevi serrati e immagini figurativamente accattivanti.

## Rotocalchi televisivi noti
Odeon. Tutto quanto fa spettacolo, del 1976, Nonsolomoda, del 1984, Verissimo, del 1996, oltre al rotocalco di genere sportivo La Domenica Sportiva, nata con la stessa televisione italiana e prodotta dalla RAI a partire dal 1954, sono gli esempi di rotocalco televisivo maggiormente conosciuti.

## Repertorio
Fra gli esempi di rotocalco televisivo si segnalano: 
- AZ, un fatto come e perché
- Report
- Live in Style (programma televisivo)
- Lucignolo

### Rotocalchi televisivi di genere sportivo
- 90º minuto
- Controcampo
- Dribbling
- Guida al campionato
- La Domenica Sportiva
- Pressing
- Sky Calcio Club
- Tiki Taka - La repubblica del pallone
- WWE NEWS